# Eurynomeus niger
Eurynomeus niger är en insektsart som beskrevs av Frederick Arthur Godfrey Muir 1921. Eurynomeus niger ingår i släktet Eurynomeus och familjen vedstritar.
Artens utbredningsområde är Samoa. Inga underarter finns listade i Catalogue of Life.